# Anna Unterberger
Anna Unterberger (Bolzano, 23 settembre 1985) è un'attrice italiana.

## Biografia
Avvicinata già da piccola al teatro dalla madre danese, conduttrice di laboratori espressivi per disabili, Anna Unterberger sviluppa il proprio interesse per la recitazione fin dalla scuola elementare, ma vi si dedica effettivamente solo dopo la maturità, frequentando dal 2005 al 2009, a Vienna, i corsi di canto (soprano), recitazione e danza del Konservatorium Wien Privatuniversität. Sono questi gli anni in cui acquisisce le sue prime esperienze esibendosi sui palcoscenici del Sommerfestspiele di Kottingbrunn, della Statens Teaterskole di Copenaghen e del Theater in der Drachengasse di Vienna.
A partire dall'estate del 2008 iniziano anche le sue esperienze in campo cinematografico, mentre dopo la laurea, nelle stagioni teatrali 2009-2010 e 2010-2011, entra a far parte dell'ensemble del Salzburger Landestheater avendo vinto il concorso Fidelio per l'interpretazione promosso dal suo Konservatorium. Nell'aprile 2012 la Unterberger ha fatto parte della giuria dei Bozner Filmtage (le "giornate bolzanine del cinema"). Viste le sue diverse attività, divide la propria vita fra l'Austria (Salisburgo e Vienna) e la Germania (Berlino e Monaco di Baviera).

## Teatro
- 2007 - Statens Teaterskole di Copenaghen: Mirrina nella Lisistrata di Aristofane, regia di Leiv Arne Kjoellmoen
- 2007 - Sommerfestspiele di Kottingbrunn: Helena in Der Pirat di Aphra Dehn, regia di Anselm Lipgens
- 2007 - Sommerfestspiele di Kottingbrunn: la figlia di Alfredo III in La visita della vecchia signora di Friedrich Dürrenmatt, regia di Anselm Lipgens
- 2008 - Theater in der Drachengasse di Vienna: Lieblingsmenschen di Laura de Weck, regia di Margit Mezgolich
- 2009 - Salzburger Landestheater: il Signore nel Faust I di Johann Wolfgang Goethe, regia di Carl Philip von Maldeghem
- 2009 - Salzburger Landestheater: Antigone in Antigone / Das Produkt (dall'Antigone di Sofocle e da Product di Mark Ravenhill), regia di Christian Nickel
- 2009 - Salzburger Landestheater: Peppi in Der böse Geist Lumpazivagabundus di Johann Nestroy, regia di Beverly Blankenship
- 2009 - Salzburger Landestheater: Anna Bolena e Anne Barlington in König Shakespeare di John von Düffel, regia di Carl Philip von Maldeghem
- 2009 - Salzburger Landestheater: Luiza in Türkisch Gold di Tina Müller, regia di Marco Dott
- 2010 - Salzburger Landestheater: Recha in Nathan il saggio di Gotthold Ephraim Lessing, regia di Tim Kramer
- 2010 - Salzburger Landestheater: Lotte Altmann in Collaboration di Ronald Harwood, regia di Claus Tröger
- 2010 - Salzburger Landestheater: Evelyn in The Shape of Things di Neil LaBute, regia di Alexandra Liedtke
- 2010 - Salzburger Landestheater: Zitronika in König Badeschwamm di Peter Blaikner, regia di Marco Dott
- 2012 - Teatro Alessandro Bonci di Cesena e Teatro Testoni di Casalecchio di Reno: Madrigale appena narrabile di Chiara Guidi e Scott Gibbons (Socìetas Raffaello Sanzio), regia di Chiara Guidi[3]

## Filmografia

### Cinema
- Mein Kampf, regia di Urs Odermatt (2009)[4]
- Jud Süss - Film ohne Gewissen, regia di Oskar Roehler (2010)
- Am Ende des Tages, regia di Peter Payer (2011)
- Die Vermessung der Welt, regia di Detlev Buck (2012)[5]
- Lass springen, Baby, regia di Stefan Hillebrand e Oliver Paulus - cortometraggio (2012)
- Quellen des Lebens, regia di Oskar Roehler (2013)
- Elser - 13 minuti che non cambiarono la storia (Elser – Er hätte die Welt verändert), regia di Oliver Hirschbiegel (2015)
- Krüger aus Almanya, regia di Marc-Andreas Bochert (2015)
- Freddy/Eddy, regia di Tini Tüllmann (2016)
- Gundermann, regia di Andreas Dresen (2018)
- La vita che volevamo (Was wir wollten), regia di Ulrike Kofler (2020)
- 200 metri (200 ʾamtār), regia di Ameen Nayfeh (2020)

### Televisione
- Blutige Ernte, regia di Ulrich Zrenner, episodio de Il commissario Köster - serie TV (2012)
- Neues Ich, regia di Till Franzen, episodio di 14º Distretto - serie TV (2012)
- Squadra speciale Lipsia (SOKO Leipzig) - serie TV (2020)

## Musica
Con Nicholas Ofczarek e Simon Schwarz incide un remake di Wunderwelt, successo degli anni ottanta del compositore e chitarrista austriaco Klaus Prünster, che nel settembre 2011 raggiunge il 57º posto nella hit parade austriaca.

## Riconoscimenti
- 2008 – Vincitrice del concorso Fidelio per il settore interpretazione (Konservatorium Wien Privatuniversität)